# Allobates mcdiarmidi
Allobates mcdiarmidi е вид земноводно от семейство Aromobatidae. Видът е почти застрашен от изчезване.

## Разпространение
Разпространен е в Боливия.

## Описание
Популацията на вида е намаляваща.